# From Nashville to Memphis: The Essential '60s Masters
From Nashville to Memphis: The Essential '60s Masters es una caja recopilatoria de cinco discos con grabaciones máster de estudio del cantante y músico estadounidense Elvis Presley durante la década de 1960; se lanzó en 1993 bajo el sello RCA Records, número de catálogo 66160-2.
En su lanzamiento inicial, incluía una colección de sellos postales coleccionables que reproducían las carátulas de cada LP de Presley en RCA Victor, así como las de los sencillos correspondientes. También incluye un libreto con una extensa lista de sesiones y discografía, así como un extenso ensayo de Peter Guralnick.
El compilado recibió la certificación de Disco de Oro de la RIAA el 30 de noviembre de 1993 y de Platino el 6 de enero de 2004.
Esta colección siguió a una exhaustiva caja de compilados previa de la producción de Presley en la década de 1950, seguida de una colección de su trabajo en bandas sonoras y una más selectiva de su labor musical en la década de 1970.

## Contenido
La caja incluye todas las grabaciones maestras realizadas por Presley durante la década y publicadas en vida, con la excepción de aquellas realizadas en sesiones para bandas sonoras de películas o para transmisiones de televisión, con una excepción en este último caso. 
El conjunto también excluye las grabaciones  gospel de Presley y las presentaciones en vivo, pero sí incluye canciones que se habían grabado en sesiones no destinadas a bandas sonoras, pero que se publicaron en álbumes de bandas sonoras para que el álbum tuviera una duración aceptable, como las sesiones del 26 y 27 de mayo de 1963. 
Como resultado de estos criterios, solo dos de los álbumes originales de Presley de la década de 1960 están representados en su totalidad en el conjunto: Elvis Is Back! y From Elvis in Memphis; todos los demás álbumes de Presley de la década, con la excepción de dos álbumes de gospel, incluyeron al menos una grabación derivada de una película, o en el caso de From Memphis to Vegas/From Vegas to Memphis, grabaciones en vivo.
Los primeros cuatro discos y las primeras nueve pistas del quinto presentan las grabaciones de estudio en orden cronológico de sesión, con las excepciones mencionadas anteriormente. Las primeras dieciocho pistas del primer disco contienen «Elvis Is Back!» y sus tres sencillos que lideraron las listas de éxitos: «Stuck on You», «It's Now or Never» y «Are You Lonesome Tonight?», junto con sus caras B. El resto del disco uno, así como los discos dos y tres, incluye los temas más destacados: «Surrender», «His Latest Flame», «Little Sister», «Suspicion», «She's Not You», su versión de «Tomorrow Is a Long Time» de Bob Dylan y «U.S. Male». El disco tres incluye dos grabaciones inéditas, una toma alternativa inédita y tres grabaciones inéditas, incluyendo una versión larga del sencillo «Guitar Man» que da paso a «What'd I Say».
El cuarto disco y las primeras nueve pistas del quinto abarcan toda la producción publicada de las sesiones de Memphis en American Sound Studio, incluyendo los álbumes «From Elvis in Memphis» y el disco de estudio del álbum doble «From Memphis to Vegas/From Vegas to Memphis», junto con varios sencillos de éxito, incluyendo su canción insignia, «Suspicious Minds».
El resto del quinto disco contiene nueve tomas alternativas inéditas, una versión de «Memphis Tennessee» de Chuck Berry de una sesión anterior, una grabación inédita de las sesiones de Memphis, una versión sin doblar de su sencillo número 1 de 1960 «It's Now or Never», y el popurrí a dúo de «Love Me Tender» y «Witchcraft» entre Presley y Frank Sinatra, emitido en el especial de televisión de ABC que Sinatra ofreció para dar la bienvenida a Elvis a casa tras finalizar su servicio militar en la primavera de 1960.
RCA publicó dos álbumes similares: una caja recopilatoria para la década de 1950 y otra para la de 1970. Un set independiente de dos discos analiza lo más destacado de las bandas sonoras de los años 60. Los dos álbumes de estudio de los años 60, sin banda sonora, cuyo contenido no aparece en esta caja, His Hand in Mine y How Great Thou Art, se lanzaron en un set similar de dos discos para las grabaciones de gospel en 1994, Amazing Grace: His Greatest Sacred Performances.
El dueto de Sinatra y Presley se grabó en el Hotel Fontainebleau de Miami, Florida. Todas las demás grabaciones se realizaron en Tennessee, en el RCA Studio B de Nashville o en el American Studio de Memphis. Las grabaciones originales fueron producidas por Steve Sholes, Chet Atkins, Felton Jarvis y Chips Moman

## Músicos
| - Elvis Presley - voz, guitarra, piano - Scotty Moore - guitarra - Hank Garland - guitarra, bajo - Chip Young - guitarra - Neal Matthews - guitarra - Harold Bradley - guitarra - Grady Martin - guitarra, xilófono - Jerry Reed - guitarra - Jerry Kennedy - guitarra - Charlie McCoy - guitarra, armónica, órgano, trompeta - Reggie Young - guitarra - Pete Drake - steel guitar - Floyd Cramer - piano, órgano - David Briggs - piano, órgano - Gordon Stoker - piano - Henry Slaughter - piano, órgano - Bobby Wood - piano - Hoyt Hawkins - órgano - Bobby Emmons - órgano - Bob Moore - bass - Henry Strzelecki - bajo - Tommy Cogbill - bajo | - Mike Leech - bajo - D. J. Fontana - batería - Buddy Harman – ibatería y percusión - Gene Chrisman - batería - Boots Randolph - saxofón, xilófono, maracas - Rufus Long - saxofón - Ray Stevens - trompeta - Ed Kollis - armónica - The Jordanaires - coros - The Imperials - coros - Millie Kirkham - coros - Dolores Edgin - coros - June Page - coros - Joe Babcock - coros - Mary Greene - coros - Charlie Hodge - coros - Ginger Holladay - coros - Mary Holladay - coros - Susan Pilkington - coros - Sandy Posey - coros - Donna Thatcher - coros - Hurschel Wiginton - coros |